# Escut de la Font de la Figuera
L'escut de la Font de la Figuera és un símbol representatiu oficial de la Font de la Figuera, municipi del País Valencià, a la comarca de la Costera. Té el següent blasonament:
| « | Escut quadrilong en punta redona, partit. El primer quarter, d'atzur, una font d'argent, aclarida de sable. Al segon quarter, una figuera de sinople, fruitada de sable, amb el tronc del seu color i terrassada del seu color. Al timbre, corona reial oberta, tradicional al Regne de València. | » |

## Història

Escut oficial entre 1978 i 2015.

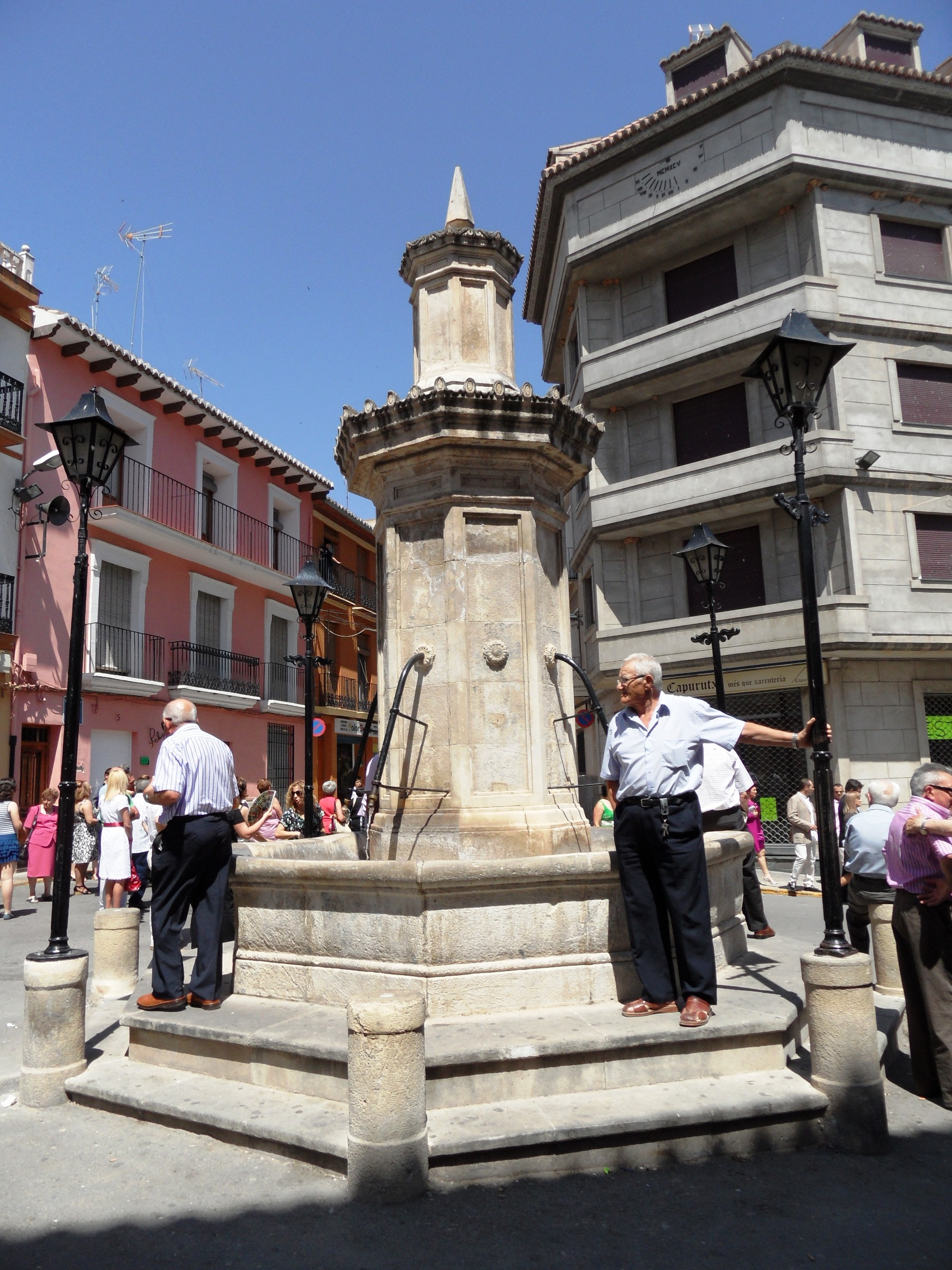
Font del municipi, què apareix representada a l'escut.

Es tracta d'un escut d'ús immemorial i és el símbol que representa a l'Ajuntament. Va ser rehabilitat per Reial Decret 2805/1978 de 27 d'octubre, publicat al BOE núm. 288 de 2 de desembre de 1978. Posteriorment va ser modificat per Resolució de 19 de maig de 2015, del Conseller de Presidència i Agricultura, Pesca, Alimentació i Aigua, publicada al DOCV núm. 7.551 de 18 de juny de 2015.
La font i la figuera són senyals parlants del nom del poble. Es representa la font de la plaça major, disseny inspirat en l'escut que hi ha als peus de la imatge de la Mare de Déu dels Xics, que es pot trobar a l'església de la Nativitat de la localitat.
La junta de govern va decidir en 2011 normalitzar l'escut de la localitat, aprofitant el final de la celebració del 700 aniversari de la fundació de la Font de la Figuera, i modificar-lo en la seua forma i timbre per a adaptar-lo a l'heràldica municipal valenciana. L'escut utilitzat fins aleshores es basava en el disseny de 1978, amb una corona tancada (aliena a la tradició heràldica valenciana) i de boca cardiforme (forma de l'escut de tradició alemanya i polonesa). Es va canviar per la corona reial oberta, pròpia de l'antic Regne de València i es va fixar la forma de l'escut. L'escut de 1978 tenia el següent blassonament:
| « | Escut partit, primer, d'atzur, una font d'argent; segon, d'argent, una figuera de sinople. Al timbre, corona reial tancada. | » |